# Cucumaria piperata
Cucumaria piperata är en sjögurkeart som först beskrevs av William Stimpson 1864.  Cucumaria piperata ingår i släktet Cucumaria och familjen korvsjögurkor. Inga underarter finns listade i Catalogue of Life.